# ناثان ماكول
ناثان ماكول (بالإنجليزية: Nathan McCall)‏ (1955، بورتسموث في الولايات المتحدة)؛ صحفي وروائي أمريكي. درس في جامعة ولاية نورفولك.

## روابط خارجية
- ناثان ماكول على موقع IMDb (الإنجليزية)